# Piatra Teiului
Piatra Teiului este o klippă[A] calcaroasă situată în coada cuvetei actuale a lacului de acumulare Izvorul Muntelui de pe Râul Bistrița, declarată ca monument al naturii  (categoria  a III-a IUCN) din anul 1951, actualmente cu statut de rezervație geologică. 

## Localizare
Se găsește puțin în amonte de confluența pârâului Largu cu râul Bistrița, în zona unde se întâlnesc având ca punct comun Viaductul Poiana Largului - DN15, DN15B, DN17B. Drumul care duce spre sud-est merge pe malul stâng al lacului către Bicaz (44 km), iar drumul care duce spre nord-est ajunge la Târgu Neamț (46 km). Spre nord-vest șoseaua merge spre Vatra Dornei (85 km), iar către sud-vest spre Toplița (69 km).
Este perfect vizibilă de pe viaductul ce traversează lacul și foarte aproape de acesta în amonte pe partea dreaptă a văii, fiind înconjurată de pământ sau având piciorul cuprins de ape (în cea mai mare parte a anului, cca. 6-8 luni), după cum lacul are nivelul apelor mai scăzut sau mai ridicat.

## Caracteristici
Stânca, cu o înălțime de 23 m, este amplasată pe o terasă mai înaltă cu 5-7 metri față de nivelul Bistriței. Aria protejată are o suprafață de 0,2 ha și se găsește la altitudinea de 508 m.
Este un martor de eroziune al unui recif cretacic de natură coraligenă. În compozitia rocii intră o bogată faună fosilă sarmatică.[B]

## Originea numelui
Inițial denumită Piatra Dracului datorită singularității ei, lucru ce nu putea fi explicat decât prin legende, ulterior a căpătat denumirea actuală după ce spre vârful ei a crescut un tei.
Potrivit legendelor, Diavolul ar fi rupt într-o noapte o bucată de stâncă de pe vârful Ceahlăului pentru a opri apele Bistriței și a inunda zona. În timp ce zbura cu stânca în brațe, el ar fi fost surprins de apariția zorilor și, temându-se de lumina soarelui, ar fi lăsat-o să cadă și ar fi fugit să se adăpostească în întuneric.

## Menționarea stâncii în opere literare
Legenda este menționată de Mihail Sadoveanu în romanul Baltagul (1930) într-o discuție între Vitoria Lipan și negustorul evreu David, acesta din urmă exprimându-și neîncrederea în veridicitatea ei, deoarece credea că Diavolul ar fi putut să se întoarcă în altă noapte pentru a împinge stânca în Bistrița. El consideră, prin urmare, că „piatra stă aici de pe când nu erau oameni, nici diavoli”. Cazată la hanul lui David din Călugăreni, Vitoria observă de la fereastră Piatra Teiului, „singuratică, cu glugă de omăt în creștet”, iar negustorul evreu își amintește că lui Nechifor Lipan, ori de câte ori poposea la han și consuma mai mult vin în compania lăutarilor, îi venea cheful să se urce pe stâncă și să scrijelească cu securea o cruce care să alunge Diavolul, fiind oprit cu greutate de hangiu.

## Oportunități turistice de vecinătate
- Lacul Izvorul Muntelui
- Stațiunea Durău
- Munții Ceahlău
- Mănăstirea Petru Vodă
- Platoul Comarnicului
- Biserica de lemn din Galu
- Biserica de lemn Trei Ierarhi din Poiana Largului